# Компаньони Марефоски, Марио
Марио Компаньони Марефоски (итал. Mario Compagnoni Marefoschi; 10 сентября 1714, Мачерата, Папская область — 23 декабря 1780, Рим, Папская область) — итальянский куриальный кардинал. Секретарь Священной конгрегации обрядов с 24 августа 1751 по 24 сентября 1759. Секретарь ad interim Священной Конгрегации экзаменации епископов с 24 февраля 1756 по декабрь 1763. Секретарь Священной Конгрегации экзаменации епископов с декабря 1763 по 10 сентября 1770. Секретарь Священной Конгрегации Пропаганды Веры с 24 сентября 1759 по 10 сентября 1770. Секретарь Священной Конгрегации исправления Восточных книг с 24 декабря 1759 по 10 сентября 1770. Префект Священной конгрегации обрядов с 16 июля 1771 по 23 декабря 1780. Архипресвитер патриаршей Латеранской базилики с 6 февраля 1771 по 23 декабря 1780. Камерленго Священной Коллегии кардиналов с 30 марта 1778 по 1 марта 1779. Кардинал in pectore с 29 января по 10 сентября 1770. Кардинал-священник с 10 сентября 1770, с титулом церкви Сант-Агостино с 12 декабря 1770.